# Áreas protegidas de Gambia

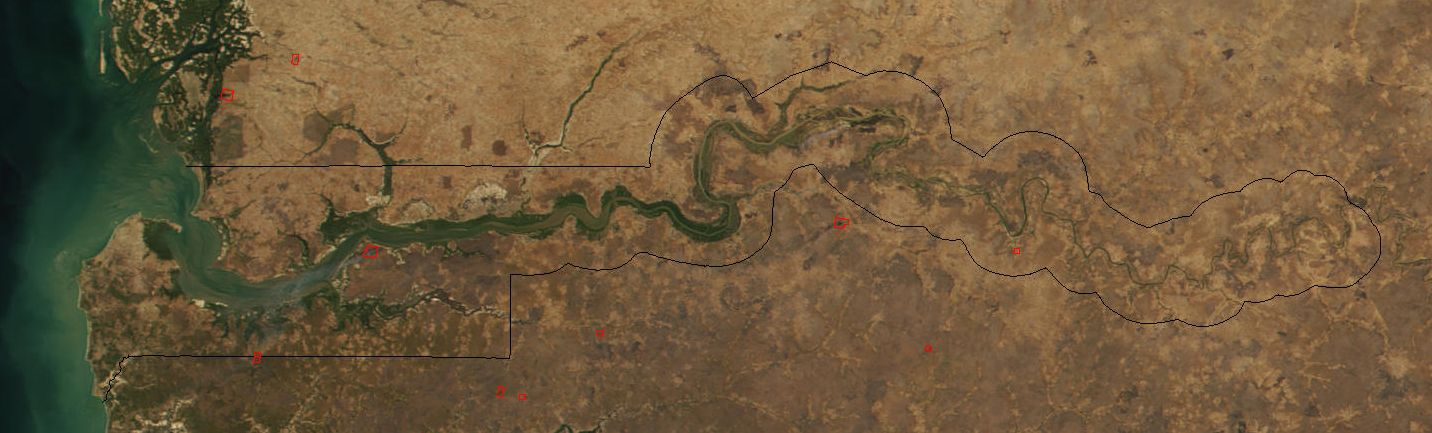
Vista satélite de la porción occidental del río Gambia

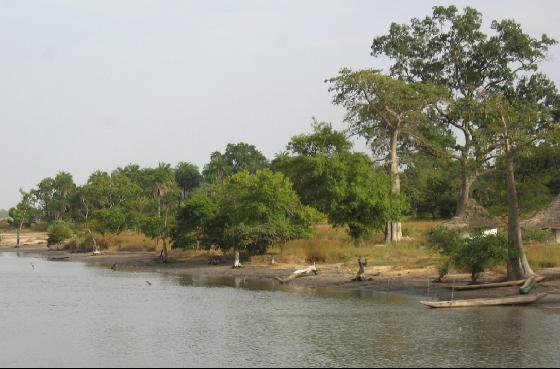
Orilla sur del río Bao Bolon

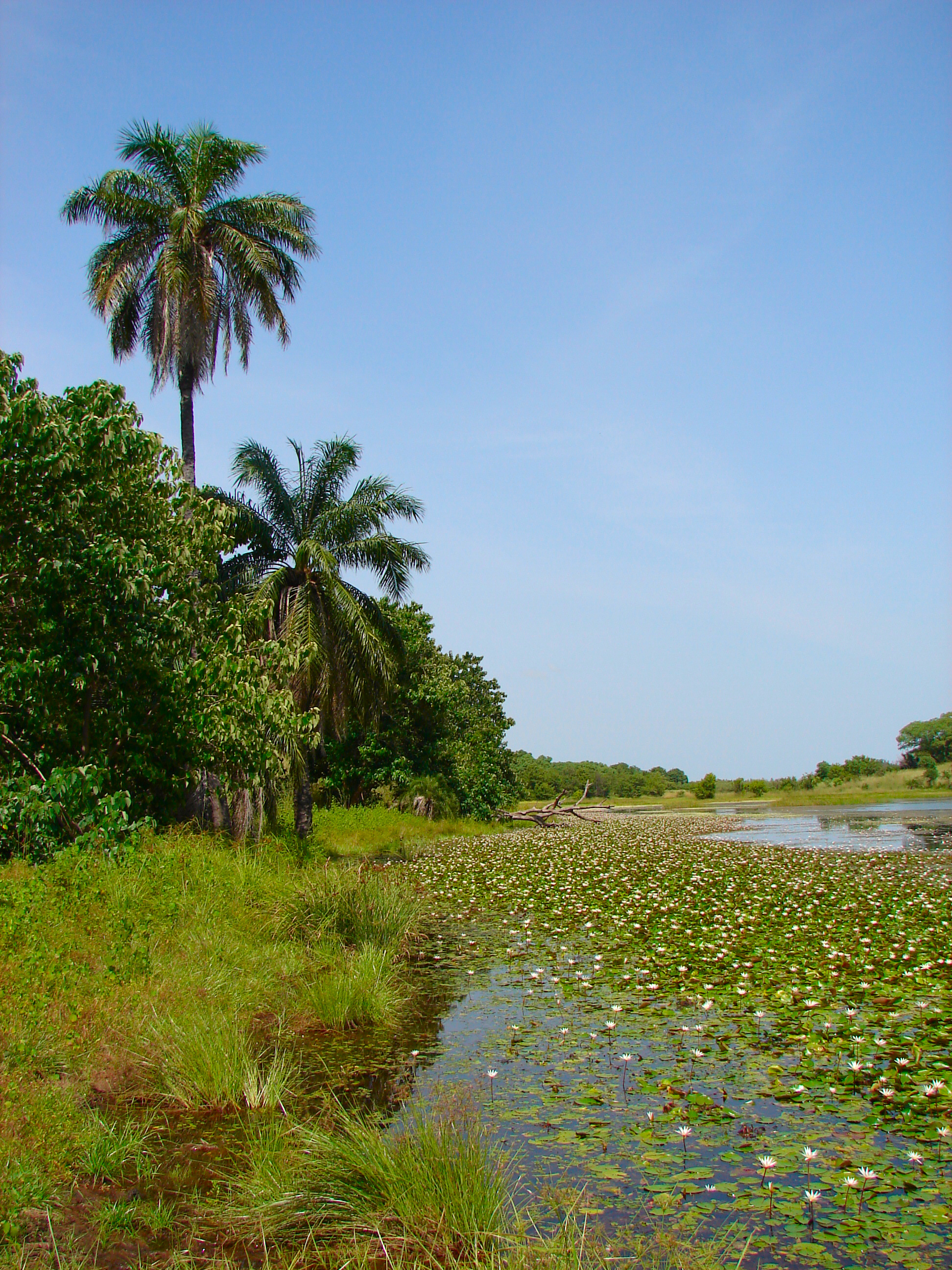
Paisaje del Parque nacional de Kiang West, en Gambia.

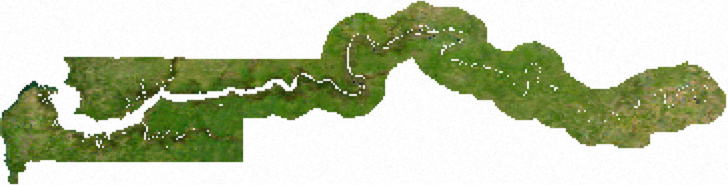
Gambia a vista de satélite

En Gambia hay 12 áreas protegidas internacionales, que se pueden reducir a 8 por la superposición de las zonas. Cubren 442 km² de superficie terrestre y 16 km² de superficie marina, el 4% del territorio, en total el 4,18 % del país. De estas zonas, 3 son parques nacionales, 2 son reservas naturales, 1 es una reserva de humedal, 1 es una reserva de aves, 1 es una reserva de vida salvaje comunitaria y 1 es un complejo de humedales. Tres de estas zonas son también sitios Ramsar.
De la totalidad del territorio, casi la mitad, unos 5.000 km², están cubiertas de bosque. Los manglares cubren un área de 600 a 670 km². Hay 64 bosques con algún tipo de protección que cubren un área de 340 km². Unas 6.462 ha están gestionadas por proyectos comunitarios que intentan evitar la deforestación.
El último elefante fue visto en 1913 y el último eland gigante fue visto en 1903. Por lo demás, hay unas 125 especies de mamíferos (jirafas, hipopótamos, búfalos, antílopes, etc.), 33 de anfibios y 74 de reptiles. En 2006 había más de 500 especies de aves. 
- Parque nacional de Niumi, 77,58 km². Sitio Ramsar, área marina deltaica, al norte del río Gambia y al sur del Parque nacional del Delta del Salum, en Senegal. Humedales, manglares, lagunas costeras, bosque, pradera y matorral costeros, pantanos, lagunas saladas, agricultura de arrozales, playas de arena. Hienas, facoceros, monos patas, colobos, la amenazada nutria sin garras, antílopes, gato silvestre africano, mangostas y leopardos. Unas 200 especies de aves, con mayor abundancia en Buniadu Point: suimanga pigmeo, gaviota picofina, ostreros, charranes, águila culebrera de cola blanca, etc.[4][5]

- Parque nacional del Río Gambia, 5,89 km², creado en 1978 está formado por un conjunto de 5 islas, en la división Central River, conocidas conjuntamente como islas Babuino, muy llanas. Uno de los últimos refugios del amenazado hipopótamo en Gambia. Selva lluviosa, carrizales, sabana y manglares inundados. Hay un Campo de Rehabilitación de Chimpancés (CRC) en una de las orillas para chimpancés huérfanos y salvajes en tres de las islas, además de cocodrilos y otros primates y aves.

- Parque nacional de Kiang West, 190,5 km², sur de Gambia, a 145 km de Banjul. Bosque caduco baobabs, acacias seyal, Pterocarpus erinaceus, ceibas, Terminalia macroptera, Prosopis africana, y Ficus, sabana, pequeñas zonas de manglares, zonas mareales y bolongs. Cocodrilos, lagartos monitor, facoceros, caracales, servales, pitones reales, cobras escupidoras de cuello negro, nutrias sin garras, mangostas acuáticas, monos pata y sitatungas. Cerca de 300 especies de aves, entre las que más de 20 rapaces, águilas, halcones, etc.

- Reserva natural de Abuko, 1,34 km², rectangular, vallado con una zona de amortiguación (buffer zone) alrededor que también se considera reserva natural de 2,5 km².[6]

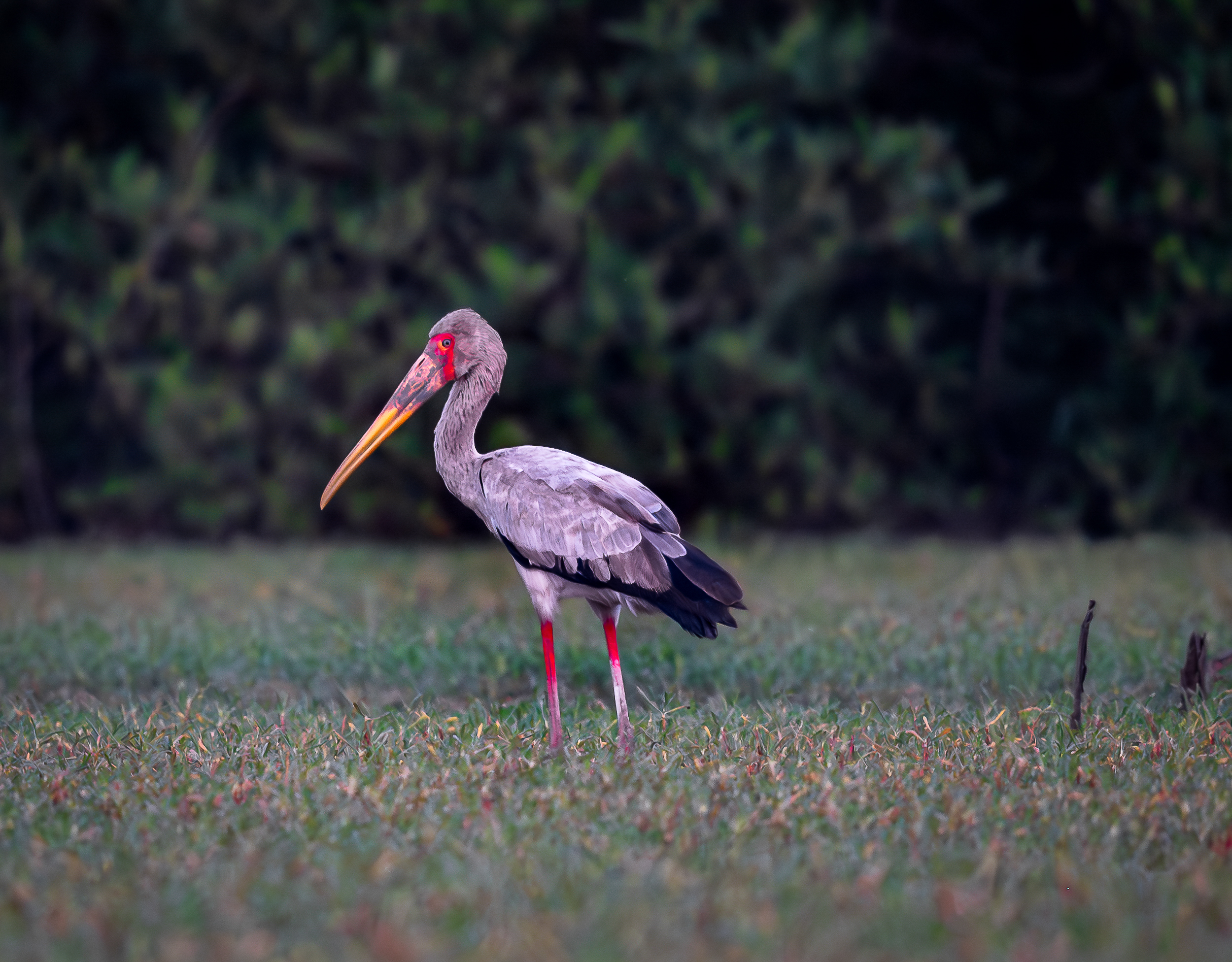
La cigüeña de pico amarillo (Mycteria ibis) es una gran cigüeña africana.

- La cigüeña de pico amarillo (Mycteria ibis) es una gran cigüeña africana.Reserva del humedal de Baobolong, Bao Bolong o Bao Bolon, 220 km². Sitio Ramsar. Creada en 1996 en la orilla septentrional de la región de North Bank, enfrente del Parque nacional de Kiang West, así llamada por el río Bao Bolon. Hay 268 especies de aves reconocidas, y alberga unas 200.000 aves acuáticas, sobre todo entre agosto y diciembre. Importante lugar de paso para aves migratorias como el archibebe claro, el chorlitejo grande, la aguja colinegra y la cigüeñuela común. Entre los mamíferos, antílopes como el sitatunga, hienas manchadas, hipopótamos, leopardos, manatíes de África Occidental y diversos primates como el colobo rojo. La vegetación es de manglares, marisma salina y sabana arbolada.[7][8]

- Reserva de aves de Tanji, 6,12 km². Al norte del pueblo de Tanji, en la costa atlántica, incluye los ríos Tanji y Karinti, un área del cabo Bald y las islas Bijold, a 1,5 km de la costa, con cerca de 300 especies de aves y numerosas especies migratorias.

- Reserva natural comunitaria de Bolong Fenyo, cerca de Gunjur, 3,2 km², sobre 2 km a lo largo de la costa atlántica. Manglares, humedales y dunas de playa. Área de cría de tortugas verdes.[9]

- Complejo de humedales de Tanbi, 60,34 km², sur y sudoeste de Banjul. Sitio Ramsar 1657, en la boca sur del río Gambia, zona baja de sedimentos marinos y fluviales, bosque, manglares y humedales, bolongs, lagunas y estuarios salinos; monos, cocodrilos, manatíes, etc. Cerca de 360 especies de aves. Pesca, horticultura y arrozales. Área importante de cría del camarón Panaeus notialis.[10]

Entre los bosques protegidos destacan los de Bama Kuno (930 ha), en la Región Occidental, el Parque de Bijilo (51,3 ha), a 11 km al oeste de Banjul, el bosque de Makasutu (405 ha), al sur de Banjul, el Parque de Kunkilling y el bosque de Pirang.